# Smil ze Zbraslavi a Obřan
Smil ze Zbraslavi a Obřan (přibližně 1246–1268) byl moravský šlechtic, který pocházel z rodu pánů ze Zbraslavi.

## Život
Narodil se jako nejstarší syn Bočka z Jaroslavic a jeho manželky Eufémie z Křižanova přibližně roku 1246. 
Když jeho otce v roce 1255 zemřel, byl ještě dítě. Jako Smilův poručník působil zřejmě někdo z jeho strýců – Smil ze Střílek, Kuna z Kunštátu nebo Smil z Lichtenburka. Dospěl až roku 1262, kdy se poprvé objevil v pramenech. Zbytek života stále churavěl a zemřel dvanáct let po otci v roce 1268. Byl zasnouben s neznámou dcerou Jana z Polné.